# Heiko Smazal
Heiko „Mike“ Smazal (* 6. Januar 1974 in Neustadt an der Waldnaab) ist ein ehemaliger deutscher Eishockeyspieler, der im Laufe seiner Karriere für den  EV Landshut, die Nürnberg Ice Tigers, München Barons und Hamburg Freezers in der Deutschen Eishockey Liga aktiv war. Zudem absolvierte er insgesamt 47 Länderspiele für die deutsche Nationalmannschaft.

## Karriere
Der 1,79 Meter große Verteidiger begann seine Karriere in der Jugend des EV Landshut, für den er in der Saison 1992/93 erstmals in der 1. Bundesliga auf dem Eis stand. Auch nach Gründung der Deutschen Eishockey Liga im Jahr 1994 spielte er für die Niederbayern, wechselte aber noch während der Premierensaison zum Ligakonkurrenten Nürnberg Ice Tigers. Mit den Franken erreichte der Linksschütze in der Spielzeit 1998/99 das Finale um die Deutsche Meisterschaft, dieses wurde allerdings gegen die Adler Mannheim verloren. 
Nach seinem Wechsel zu den München Barons konnte er den Erfolg im folgenden Jahr nachholen, auch nach dem Umzug des Franchises nach Hamburg stand Smazal weiter für die Barons, die nun als Hamburg Freezers spielten, auf dem Eis. Im Sommer 2007 wurde sein auslaufender Kontrakt nicht verlängert und der Abwehrspieler wechselte von den Freezers zum SC Bietigheim-Bissingen in die 2. Bundesliga. Dort blieb er bis zum Ende der Saison 2009/10 und wechselte anschließend zu den EHF Passau Black Hawks. Im Februar 2011 unterzeichnete der Verteidiger einen Vertrag bei den Landshut Cannibals. Zur Saison 2011/12 kehrt er damit zu seinem Heimatclub zurück. Im April 2014 beendete der nun 40-Jährige seine Karriere.

### International
Der gebürtige Bayer trug 1991 erstmals das deutsche Trikot, als er im gleichen Jahr für die deutsche Juniorennationalmannschaft nominiert wurde. Es folgten drei weitere Berufungen in den Kader des Juniorennationalteams, ehe er 2000 erstmals für die A-Nationalmannschaft aufs Eis ging. Für die Deutsche Nationalmannschaft bestritt Heiko Smazal 47 Einsätze, unter anderem bei den Weltmeisterschaften 2001 und 2004.

## Erfolge und Auszeichnungen
- 2004 Teilnahme am DEL All-Star Game

## DEL-Statistik
(Stand: Ende der Saison 2006/07)